# ANDOS
ANDOS — дисковая операционная система для советских персональных компьютеров БК-0010, БК-0010-01, БК-0011 и БК-0011M. 
Дисковая операционная системе ANDOS начинала создаваться в 1990 году. Первая полноценная версия - ANDOS V2.02$ вышла в свет в апреле 1992 года. 
Первоначально система создавалась Сергеем Авдюшиным (автор идеи) и Алексеем Надёжиным, по именам которых ОС и получила название. Впоследствии к проекту подключился Сергей Камнев. 
Последняя версия операционной системы 3.30 вышла в 1997 году. Система обладала следующими особенностями:
- Позволяла запускать старые программы для БК-0010
- Обращения старых программ к магнитофону перенаправлялись на дисковод
- Использовалась файловая система FAT12, совместимая с MS-DOS.
- Для совместимости с другими операционными системами для БК, для чтения поддерживалась широко используемая в то время на БК файловая система MicroDOS.
- На всех компьютерах модельного ряда создавалась единая совместимая среда, в компьютеры БК-0011 и БК-0011М для совместимости со старыми программами загружалось ПЗУ от БК-0010.
- Позволяла работать с несколькими дисководами (до 4) и жёстким диском (который мог быть разбит на 63 логических раздела). Основным внешним носителем были дискеты объёмом 800 Кб. Система автоматически, без установки дополнительных драйверов могла работать с различными форматами дискет и дисководов (1 или 2-сторонние, обычной или двойной плотности и т. д.).
- Если хватало памяти, создавался виртуальный электронный диск.
- В последних версиях поддерживались поддиректории.
- ОС обладала несколькими многофункциональными графическими оболочками с рядом подгружаемых модулей (первоначально использовалась оболочка SHELL, которая впоследствии уступила место Norton Commander-подобной оболочке Disk Master.
- Сторонними программистами была также разработана сетевая оболочка NET11 (Авторы Чабан С.П. и Рябцев Д.Ю.[1][2][3]).
- ANDOS имела очень детальную, удобную и понятную документацию для программистов-разработчиков.

Формат имени файла зависел от носителя и файловой системы. На дисках FAT16 формат имени был 8(имя)+3(расширение), для файлов на магнитной ленте — стандартное для БК имя файла из 16 символов, для дисков в формате MicroDOS, доступных только для чтения — из 14 символов, для дисков RT-11, доступ к которым можно было получить через подгружаемые модули — 6(имя)+3(расширение). При обращении старых программ к подгружаемым файлам с длинным именем, происходило автоматическое перенаправление на файл с укороченным именем, хранящийся на диске.
ANDOS занимала от 4 (без графического интерфейса) до 16 Кб, в то же время позволяя использовать остальную память под электронный диск. Для ANDOS было разработано множество полезных утилит, многие из которых поставлялись в комплекте с дистрибутивом.